# Cade Cowell
Cade Dylan Cowell Maldonado (Ceres, California; 14 de octubre de 2003) es un futbolista mexico-estadounidense que juega como delantero en el Club Deportivo Guadalajara de la Liga MX.

## Trayectoria

### Inicios
Cowell comenzó su carrera en la academia en Ballistic United en Pleasanton, y en 2017-18, lideró a la nación en goles con 34 en 32 juegos para el club sub-15, antes de unirse a la academia de los San Jose Earthquakes en 2018.

### San Jose Earthquakes
El 23 de enero de 2019, Cowell firmó su primer contrato como profesional con los San Jose Earthquakes, club de la MLS.
Cowell pasó un tiempo cedido con el Reno 1868 Football Club de la USL Championship, equipo filial de los Quakes. Hizo su debut con Reno el 8 de junio de 2019 y anotó un gol en el minuto 17 durante la derrota por 3-2 contra el San Antonio Football Club.
Cowell hizo su debut en San José el 11 de junio de 2019, como suplente en el minuto 69 durante la victoria por 4-3 sobre la Sacramento Republic en la Lamar Hunt U.S. Open Cup 2019.
El 7 de marzo de 2020, Cowell registró sus primeros minutos en un partido oficial de la MLS cuando ingresó al medio tiempo en una derrota por 5-2 contra el Minnesota United Football Club. El 29 de agosto de 2020, Cowell hizo su primera anotación en la MLS contra el L. A. Galaxy jugando 67 minutos, anotando su primer gol para el club en una derrota por 3-2.

### Club Deportivo Guadalajara
El 15 de enero de 2024, se hace oficial el traspaso de Cowell al Club Deportivo Guadalajara, convirtiéndose en el segundo refuerzo de cara al Clausura 2024.
Su debut como jugador del Guadalajara, es el 21 de enero de 2024 contra Tigres UANL en el estadio Universitario de San Nicolás de los Garza.

## Selección nacional
Cowell fue incluido en la selección de fútbol sub-17 de Estados Unidos para el Torneo de las Cuatro Naciones de 2018 y anotó su primer gol internacional contra Chile. La primavera siguiente, estuvo en la lista de la lista BNT Sub-16 para el torneo de desarrollo de la UEFA en Praga, República Checa. Fue invitado al campamento de clasificación olímpica sub-23 en enero de 2021 y estuvo en la lista preliminar tanto para la escuadra olímpica sub-23 como para la lista de la Copa Oro en 2021.
El 18 de diciembre de 2021 realizó su debut con la selección absoluta en un amistoso ante Bosnia y Herzegovina.

## Estadísticas

### Clubes
| Club                                | Div.          | Temporada     | Liga  | Liga  | Liga   | Copas nacionales | Copas nacionales | Copas nacionales | Torneos internacionales | Torneos internacionales | Torneos internacionales | Total | Total | Total  | Media goleadora |
| Club                                | Div.          | Temporada     | Part. | Goles | Asist. | Part.            | Goles            | Asist.           | Part.                   | Goles                   | Asist.                  | Part. | Goles | Asist. | Media goleadora |
| ----------------------------------- | ------------- | ------------- | ----- | ----- | ------ | ---------------- | ---------------- | ---------------- | ----------------------- | ----------------------- | ----------------------- | ----- | ----- | ------ | --------------- |
| Reno 1868 F. C. Estados Unidos      | 2.ª           | 2019          | 4     | 1     | 0      | —                | —                | —                | —                       | —                       | —                       | 4     | 1     | 0      | 0.25            |
| Reno 1868 F. C. Estados Unidos      | Total club    | Total club    | 4     | 1     | 0      | 0                | 0                | 0                | 0                       | 0                       | 0                       | 4     | 1     | 0      | 0.25            |
| San Jose Earthquakes Estados Unidos | 1.ª           | 2019          | 0     | 0     | 0      | 1                | 0                | 0                | —                       | —                       | —                       | 1     | 0     | 0      | 0.0             |
| San Jose Earthquakes Estados Unidos | 1.ª           | 2020          | 17    | 1     | 1      | 2                | 0                | 0                | —                       | —                       | —                       | 19    | 1     | 1      | 0.05            |
| San Jose Earthquakes Estados Unidos | 1.ª           | 2021          | 33    | 5     | 5      | —                | —                | —                | —                       | —                       | —                       | 33    | 5     | 5      | 0.0             |
| San Jose Earthquakes Estados Unidos | 1.ª           | 2022          | 31    | 3     | 3      | 3                | 2                | 0                | —                       | —                       | —                       | 34    | 5     | 3      | 0.15            |
| San Jose Earthquakes Estados Unidos | 1.ª           | 2023          | 24    | 1     | 3      | 1                | 0                | 0                | 2                       | 0                       | 0                       | 27    | 1     | 3      | 0.04            |
| San Jose Earthquakes Estados Unidos | Total club    | Total club    | 105   | 10    | 12     | 7                | 2                | 0                | 2                       | 0                       | 0                       | 114   | 12    | 12     | 0.11            |
| C. D. Guadalajara · México          | 1.ª           | 2023-24       | 18    | 1     | 0      | —                | —                | —                | 4                       | 3                       | 1                       | 22    | 4     | 1      | 0.18            |
| C. D. Guadalajara · México          | 1.ª           | 2024-25       | 24    | 5     | 2      | —                | —                | —                | 6                       | 1                       | 1                       | 30    | 6     | 3      | 0.2             |
| C. D. Guadalajara · México          | 1.ª           | 2025-26       | 4     | 1     | 0      | —                | —                | —                | 2                       | 0                       | 0                       | 6     | 1     | 0      | 0.17            |
| C. D. Guadalajara · México          | Total club    | Total club    | 46    | 7     | 2      | 0                | 0                | 0                | 12                      | 4                       | 2                       | 58    | 11    | 4      | 0.19            |
| Total carrera                       | Total carrera | Total carrera | 155   | 18    | 14     | 7                | 2                | 0                | 14                      | 4                       | 2                       | 176   | 24    | 16     | 0.14            |
| 1. 2. 3.                            |               |               |       |       |        |                  |                  |                  |                         |                         |                         |       |       |        |                 |

## Vida personal
Cowell es de ascendencia mexicana a través de su abuelo materno y es elegible para jugar en las selecciones nacionales de Estados Unidos y México. Su madre, Amber Maldonado Cowell, ganó múltiples elogios en varios deportes en la escuela secundaria, al igual que su padre, Debin Slade Cowell, quien jugó fútbol para San José State. Es el mayor de tres hermanos. Cowell es cristiano.

## Palmarés

### Títulos internacionales
| Título                     | Equipo                          | País     | Año  |
| -------------------------- | ------------------------------- | -------- | ---- |
| Campeonato Sub-20 CONCACAF | Selección Sub-20 Estados Unidos | Honduras | 2022 |